# Les Compagnons de l'aventure : Les Six Compagnons
Les Compagnons de l'aventure : Les Six Compagnons est une série télévisée française créée par Pascale Breugnot et diffusée à partir du 26 octobre 1989 dans L'École buissonnière sur TF1. Elle a été rediffusée dans le Club Dorothée dans les années 1990.
Il s'agit de l'adaptation de la série littéraire Les Six Compagnons de Paul-Jacques Bonzon, éditée chez Hachette dans la collection « Bibliothèque verte ».

## Distribution
- Jérémie Covillault : Tidou
- Cédric Bessière : Bistèque
- Mathieu Busson : Le Tondu (Mathieu Poirier)
- Jérôme Gamet : La Guille
- Régis Igonnet : Gnafron
- Pénélope Schellenberg : Mady

## Episodes
1. Les Six Compagnons de la Croix-Rousse, réalisé par Christophe Andréi
2. Les Six Compagnons et le Château maudit, réalisé par Alain Tasma
3. Les Six Compagnons et le Cigare volant, réalisé par Didier Lannoy
4. Les Six Compagnons et le Concours hippique, réalisé par Laurent Levy
5. Les Six Compagnons et l’Avion clandestin, réalisé par Michel Treguer
6. Les Six Compagnons dans la ville rose, réalisé par Christiane Leherissey
7. Les Six Compagnons et la Princesse noire, réalisé par Patrick Villechaize